# 新孔徳駅
新孔徳駅（シンゴンドクえき）は、かつて大韓民国ソウル特別市蘆原区孔陵2洞にあった韓国鉄道公社（KORAIL）京春線の駅である。
駅名はかつての周辺地名「京畿道楊州郡蘆海面孔徳里」に由来し、当時存在した龍山線孔徳里駅（現在の孔徳駅付近にあった）との区別のために「新」が付加されたものである。

## 駅構造
- 単式ホーム1面1線の地上駅。
  - 駅舎は撤去されている。

## 駅周辺
- ソウル科学技術大学校

## 歴史
- 1933年7月25日 - 開業。
- 2004年7月15日 - 旅客列車の客扱いが中止され休止駅（事実上廃駅）となる。
- 2010年12月21日 - 首都圏電鉄京春線開業に伴い正式に廃止。

## 隣の駅
韓国鉄道公社
京春線
城北駅 - 新孔徳駅 - 花郎台駅
隣駅の表示は廃止当時のもの。